# In/Cassa
In/Cassa  è il secondo album in studio del gruppo musicale italiano I Moderni, pubblicato il 17 giugno 2014 dalla Sony Music.

## Il disco
Anticipato dal singolo Un giorno qualunque, pubblicato per il download digitale il 9 maggio, In/Cassa contiene 10 tracce, tra cui Rivoluzionario, brano con il quale si sono presentati alle audizioni per il Festival di Sanremo 2014 nella categoria giovani.

## Tracce
1. Ouvertune – 0:43
2. Rivoluzionario – 3:33
3. Un giorno qualunque – 3:33
4. Il capo del club – 3:49
5. Le mie ore senza di te – 3:31
6. Slow Motion – 3:32
7. Non ho mai tempo – 2:58
8. Anonymous – 3:27
9. Stereotipo – 3:29
10. Ray Ban – 4:07

Traccia bonus nell'edizione di iTunes
1. ABC – 3:42